# Klinkenberghbos
Het Klinkenberghbos is een jong bos van ongeveer vijf hectare in de buurt van Cadier en Keer in de Nederlandse provincie Limburg. Het bos wordt beheerd door stichting Het Limburgs Landschap. De naam is een eerbetoon aan de heer Klinkenbergh, oud-voorzitter van Het Brabants Landschap en De Unie van Landschappen. Het bos werd in 1999 aangeplant en is vrij toegankelijk voor bezoekers.